# Pontificia commissione per l'America Latina
La Pontificia commissione per l'America Latina (in latino Pontificia commissio pro America Latina) è un organo della Curia romana fondato il 21 aprile 1958 da papa Pio XII strettamente connesso al Dicastero per i vescovi, tanto da essere presieduto dallo stesso prefetto (dal 30 gennaio 2023 al 21 aprile 2025 il cardinale Robert Francis Prevost, O.S.A.).

## Storia
La Pontificia commissione per l'America Latina fu istituita il 21 aprile 1958 da papa Pio XII con il fine di studiare i problemi di vita cattolica, di difesa della fede e della diffusione della religione in America Latina.
A questo organismo il 30 novembre 1963 papa Paolo VI aggiunse il consiglio generale della Pontificia commissione per l'America Latina.
Con un motu proprio del 18 giugno 1988 Giovanni Paolo II ha riorganizzato l'organismo.
La commissione si occupa anche di favorire le relazioni tra le diverse istituzioni che fanno capo alla Chiesa di Roma e che si curano dell'America Latina, nonché tra i diversi dicasteri della Curia romana. Inoltre ha lo scopo di sostenere il Consiglio episcopale latinoamericano (CELAM).

## Organigramma
Presidente
- Vacante

Segretari
- Professore Rodrigo Guerra López
- Professoressa Emilce Cuda

Consiglieri
- Arcivescovo Jorge Carlos Patrón Wong, arcivescovo metropolita di Jalapa
- Presbitero Alexandre Awi Mello, I.Sch., superiore generale dell'Istituto dei padri di Schönstatt.

Membri
- Nessuno

## Cronotassi

### Presidenti
- Cardinale Marcello Mimmi † (1958 - 6 marzo 1961 deceduto)
- Cardinale Carlo Confalonieri † (14 marzo 1961 - 15 agosto 1967 nominato prefetto della Congregazione per i vescovi)
- Cardinale Antonio Samorè † (25 settembre 1967 - 1º novembre 1968 nominato prefetto della Congregazione per la disciplina dei sacramenti)
- Cardinale Carlo Confalonieri † (1969 - 25 febbraio 1973 ritirato) (per la seconda volta)
- Cardinale Sebastiano Baggio † (26 febbraio 1973 - 8 aprile 1984 nominato presidente della Pontificia commissione per lo Stato della Città del Vaticano)
- Cardinale Bernardin Gantin † (8 aprile 1984 - 25 giugno 1998 ritirato)
- Cardinale Lucas Moreira Neves, O.P. † (25 giugno 1998 - 16 settembre 2000 ritirato)
- Cardinale Giovanni Battista Re (16 settembre 2000 - 30 giugno 2010 ritirato)
- Cardinale Marc Ouellet, P.S.S. (30 giugno 2010 - 30 gennaio 2023 ritirato)
- Cardinale Robert Francis Prevost, O.S.A. (30 gennaio 2023 - 21 aprile 2025 cessato[1])

### Vicepresidenti
- Arcivescovo Antonio Samorè † (6 marzo 1961 - 25 settembre 1967 nominato presidente della stessa pontificia commissione)
- Vescovo Cipriano Calderón Polo † (3 dicembre 1988 - 4 ottobre 2003 ritirato)
- Arcivescovo Luis Robles Díaz † (4 ottobre 2003 - 7 aprile 2007 deceduto)
- Arcivescovo José Octavio Ruiz Arenas (31 maggio 2007 - 13 maggio 2011 nominato segretario del Pontificio consiglio per la promozione della nuova evangelizzazione)
  - Professore Guzmán Carriquiry Lecour (2 maggio 2014 - 20 aprile 2019 cessato) (segretario incaricato della vicepresidenza)

### Segretari
- Arcivescovo Giuseppe Antonio Ferretto † (19 aprile 1958 - 16 gennaio 1961 creato cardinale)
- Arcivescovo Antonio Samorè † (19 aprile 1958 - 6 marzo 1961 nominato vicepresidente della stessa pontificia commissione)
- Arcivescovo Francesco Carpino † (6 marzo 1961 - 7 aprile 1967 nominato pro-prefetto della Congregazione per la disciplina dei sacramenti)
- Presbitero Michele Buro † (1970 - 1972 dimesso)
- Presbitero Michele Buro † (1981 - 1988 dimesso) (per la seconda volta)
- Professore Guzmán Carriquiry Lecour (14 maggio 2011 - 2 maggio 2014 nominato segretario incaricato della vicepresidenza della stessa pontificia commissione)
- Professore Rodrigo Guerra López, dal 26 luglio 2021
- Professoressa Emilce Cuda, dal 18 febbraio 2022